# 東海地震

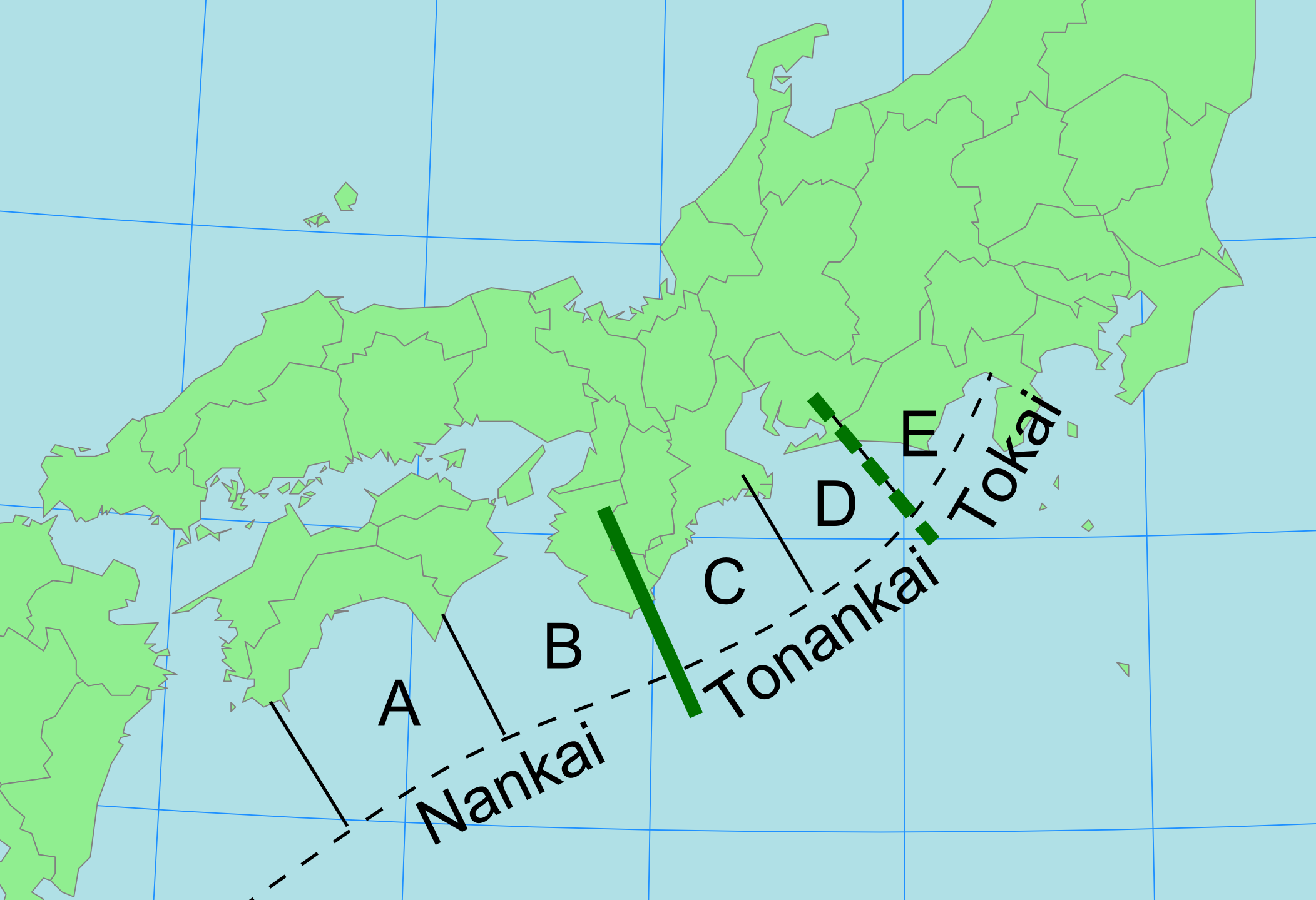
東海・東南海・南海地震の震源域

東海地震（とうかいじしん）は厳密には2通りの用法があり、
1. 浜名湖南方沖の遠州灘中部から静岡県沼津市沖の駿河湾に至る駿河トラフ（後述の南海トラフの東端を占める）下のプレート境界（沈み込み帯）で、2.の用法での「東海地震」震源域の東側が、単独で破壊して発生すると想定されている海溝型地震。想定東海地震、駿河湾地震。この用法では、潮岬南方沖から浜名湖南方沖までのを震源とする同様の地震を「東南海地震」として区別する。
2. 潮岬南方沖の熊野灘から沼津市沖の駿河湾に至る南海トラフ下のプレート境界で繰り返し発生しており、将来も発生が予想されている海溝型地震。最新の地震は1854年（嘉永7年）の安政東海地震である。

のどちらかを指す。東海大地震（とうかいおおじしん）とも呼称される。両者ともマグニチュード8級と想定されている。
東海地震は本来、熊野灘から駿河湾にかけて（右図C, D, E領域）を震源域とする巨大地震（本項2.の用法）を指していた。しかし、1944年にその西側（C, D領域）だけを震源域とする巨大地震が発生（後に東南海地震と呼称される）、それにより空白域として残った遠州灘中部から駿河湾にかけて（E領域）を震源域とする単独での巨大地震（本項1.の用法）の発生が警戒されるようになった経緯から、現在は遠州灘中部から駿河湾にかけて（E領域）のみを震源域とする「想定東海地震」、または「駿河湾地震」を指す場合が多くなっている。本項でもこちらの用法での東海地震について主に解説する。
本項1.の用法におけるいわゆる「想定東海地震」は、後述の通り1970年代以降注目されるようになり、プレスリップの検知による直前予知に基づいた予知体制が構築されるとともに、防災運動が展開されてきた。前回発生から約150年となる1990年代から2000年代にかけて、複数の研究者が別の見方から発生時期が近いと予想した上、特異な地震活動、低周波地震、スロースリップが相次いで観測・報告されたものの発生しなかった。後述のように東海地震単独発生の例がないことからも、近年では再び「東南海地震や南海地震と連動してのみ発生する」との仮説が見直されている。
文献や地質調査により、推定される歴史地震において、安政東海地震など東海道での被害が著しい『東海地震』と称する地震は全て、本項1.の用法における「想定東海地震」と「東南海地震」の震源域が同時に巨大地震を発生させたもの（すなわち本項2.の用法）と考えられていて、「（想定）東海地震」と「東南海地震」を分ける区分方法については、根拠が明確ではないとの批判がある。一方、「東南海地震」の震源域のみが巨大地震を発生させて「（想定）東海地震」の震源域で、長らく巨大地震が発生しなかったと考えられている時期も過去存在していることから、この区分方法を支持する見方もある。
なお、（想定）東海地震と東南海地震（東海道 - 紀伊半島）に加えて、南海地震（紀伊半島 - 四国）も、しばしば連動して発生し、更に規模の大きな巨大地震となった例があり、今後もそのような様式で発生する場合があると考えられている。

## 概説

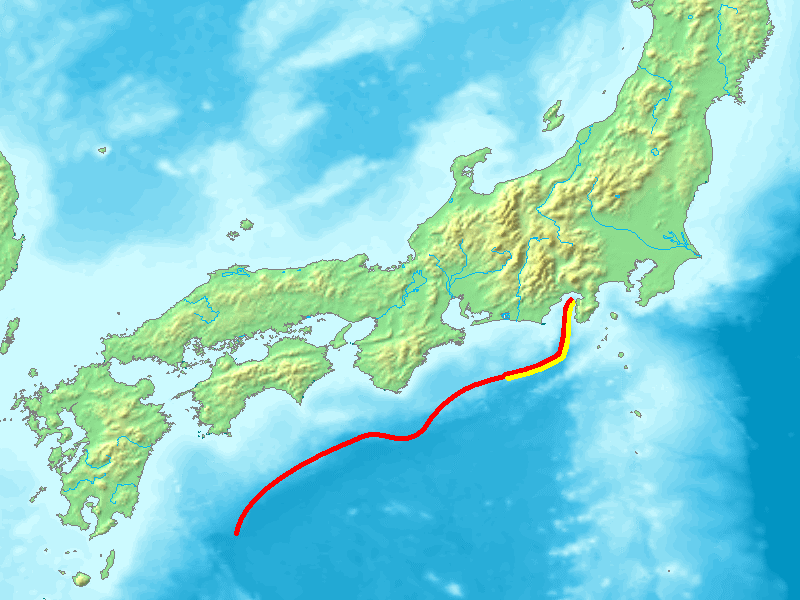
南海トラフ（赤線）のうち、駿河トラフは黄線の部分

東海地震の震源域となる駿河トラフは、ユーラシアプレートとフィリピン海プレートの境界域である南海トラフの一部（北東端）にあたる。太平洋ベルト地帯の一角、殊に東海道ベルト地帯の中央で起こる大地震ということで、その被害は甚大な規模になると予想されるため、日本国政府は様々な対策を採っている。
1978年に「大規模地震対策特別措置法」を制定し、その中で静岡県下を中心とした「地震防災対策強化地域」を設定し、体積ひずみ計やGPSの観測機器を集中して設置することで、世界でも例を見ない警戒宣言を軸とした「短期直前予知を前提とした地震対策」を採ることになる。
その後20年を経過して、観測データの蓄積や技術の向上によって想定を見直すこととなり、2002年には愛知県や長野県下まで「地震防災対策強化地域」が拡大された。
将来的には必ず発生する地震であるため、被害を最小限にするために、行政機関は官民挙げた災害対策を実施している。しばしば「○月○日に東海地震が発生する」という風説やデマも流れる。
日本付近では、東海地震のほかにも東南海、南海地震の原因となる南海トラフ、北海道太平洋側の千島海溝、東北太平洋側の日本海溝など、各所で海溝型の地震が発生するが、東海地震のみに上記のような特別な監視体制と地震対策が設定されている。これは、1854年に発生した安政東海地震の震源域のうち、東南海（紀伊半島沖 - 遠州灘）のプレート境界では90年後の1944年に東南海地震が発生し、プレートの歪みが解消されたが、東海地震の震源域（遠州灘 - 駿河湾のプレート境界）では地震が発生しておらず、歪みの蓄積したプレートが割れ残ったままになっているという学説が提唱されたことによる。実際、駿河湾をまたぐ測量結果から、同地域周辺に地殻歪みのエネルギーが蓄積され続けていることが確認されている。
1969年に茂木清夫（東京大学教授）が、遠州灘で大地震が発生する可能性を指摘したのが最初だが、安政東海地震の古文書では駿河湾の奥でも震度7の揺れがあったと推定されたことから、遠州灘だけが震源域だとすると矛盾があった。1976年には、羽鳥徳太郎（東京大学地震研究所）が安政東海地震の津波の波源域が駿河湾内に及んでいたことを推定した。次いで石橋克彦（当時東大地震研究所）は、東海地震説の決定打とでも言うべき「駿河湾地震説」を提唱した。
安政東海地震では、駿河湾西岸で地盤の隆起があったことを突き止め、これまでの震度や津波のデータを総合すると、駿河湾の奥まで震源域が達していて、1707年の宝永地震でも同様に駿河湾奥までが震源域だったとし、断層モデルも提唱した。再び東海地震が発生すれば、静岡県を中心とする地域が壊滅的な被害を受け、日本の大動脈である東海道新幹線や東海道本線、国道1号線それに東名高速道路が寸断されるなど多大な影響が出るとして、即急な災害対策や地震予知体制の確立を訴えた。
前述のように観測網の整備が進んでいる為、「事前の予知が可能なほぼ唯一の地震」とされていたが、ほかの地域でも観測網の整備が進んだことで、プレスリップをはじめ、さまざまな地震前駆現象を捉えることが可能となり、地震研究者の間では「東海地震だけが事前予知可能」という見方はされなくなった。
他方「事前の予知が可能」と言っても、確実に予知できるとは限らない。地震の基本的メカニズムが十分に解明されていない現状では、予知が可能なのはプレスリップが生じた場合に限られるというのが、地震研究者の認める所である。プレスリップが生じない場合、またはそれが微弱で、検出できずに予知に失敗する可能性、現象の進展が余りに急激で、警戒宣言が間に合わない可能性もある。
2011年3月に発生した、想定東海地震を上回る規模の東北地方太平洋沖地震(Mw9.0)でプレスリップが検出できなかったことについて、地震予知連絡会会長・島崎邦彦は「プレートの状況が異なり、今回の結果で東海地震の予知ができないということにはならない」としている。
「地震予知できること」を前提にするのではなく、「予知無しで地震が発生する事も想定して、対策を練るべきである」といった意見が強まっている。特に日本国政府や地方公共団体に対して、「地震予知に莫大な予算を使うよりも、構造物の耐震化など減災分野に予算を使うべき」といった厳しい意見も挙がっている。また、東海地震にばかり世間の関心が集まったため、他地域で起こりうる大地震への関心が相対的に低くなり、防災予算が静岡県だけに集中配分されてきたことに対する批判もある。
前述の東北地方太平洋沖地震を受けて、南海トラフで想定される巨大地震の規模や被害想定の見直しが進められている。2011年12月に発表された中央防災会議の「南海トラフの巨大地震モデル検討会」の中間とりまとめでは、南海トラフで起きると想定される3連動型巨大地震の最大規模として、海溝浅部の大きな滑りと海溝深部に達する滑りが加味されて、震源域が従来のほぼ2倍に拡大され、暫定値としてMw9.0が示された。これら検討会を踏まえ、2013年（平成25年）5月24日に、南海トラフの地震活動の長期評価（第二版）が公表された。

## 東海地震説の変遷

### 1970年代
駿河湾だけ単独で東海地震が発生した過去の記録は無いため、21世紀半ばから後半ごろ（2050年以降）に発生すると予測されている、次の東南海・南海地震と連動して起きるのではないかとの仮説は、1970年代からあった。1976年8月23日の第34回地震予知連絡会会合で浅田敏（当時東京大学教授）は、「部会各委員によると、駿河湾は独立で地震はおこさないという意見もあり、そうだとすると次の地震は100年後かもしれない。10年以内に地震がおこるか、100年後かをいまのところ地球物理学的には決定できない」と報告していた。
石橋が一般向けの説明に使っていたのは、「五十三枚のカードを三年に一枚の割合で四十一枚までめくったが、まだジョーカー（大地震）が出ていない。残りは十二枚しかないから次に出ても少しも驚くにはあたらないが、最後まで出ないこともありうる」というトランプのたとえだった。また、1994年に著書の中で「東海地震が、来世紀半ばごろの次の南海地震まで持ち越される可能性を完全に否定することはできない。それを見極める正攻法は、震源断層面上で破壊強度と応力レベルの分布を正確に知ることだが、それは不可能である」と記した。

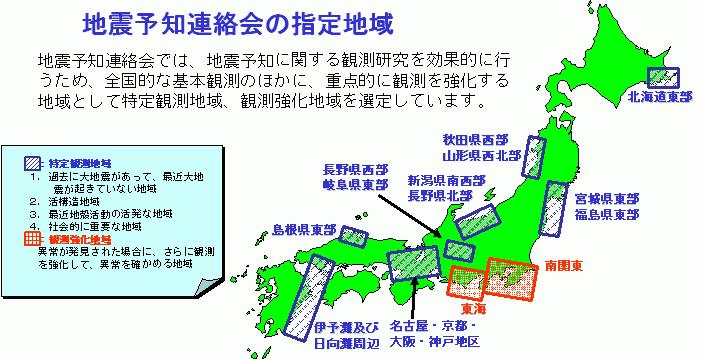
地震予知連絡会が指定した「特定観測地域」と「観測強化地域」。東海地域は1970年に「特定観測地域」に指定されたのち、4年後の1974年には「観測強化地域」に格上げされた。

地震予知連絡会は、東海地域を1970年2月20日に最初の「特定観測地域」に指定したのち、4年後の1974年2月28日には「観測強化地域」に格上げした。
このように、南海トラフ沿いの巨大地震の中で、東海地震だけが明日にも単独で発生する可能性は否定できないということで、地震対策が進められてきた。

### 2000年代以降
その後、東海地震説が発表され「明日起きても不思議ではない」という言葉がマスコミで強調されてから30年以上が経過しても、次の東海地震は発生しなかった。「東海地震は幻の地震。明日起きたら不思議だ」と学者によって皮肉られることもあった。
『静岡新聞』2006年3月27日付掲載のインタビュー「東海地震説に『間違い』」の中で石橋克彦は、1976年時点における東海地震の切迫性が過大評価だったことを認めた。ただし、これは東海地震の発生の細かいメカニズムと発生時期の予測、特に“1940年代に東海地震だけ発生しなかったので、東海地震はいつ発生してもおかしくないはず”という理論についての見直しである。
この静岡新聞の記事は、東海地震説そのものが間違いだったと誤解されかねないような見出しだったため、直後に石橋克彦は、自身のウェブサイトを通じて、「この記事は私の見解を正しく伝えるものではありません。不正確な内容、センセーショナルな見出し、大きなスペース、掲載位置によって、私の本意と懸け離れた記事になっています。それは、東海地震は当分（または永久に）起こらないのかとか、これまでの対策は無駄だったのかというような誤解を引き起こし、東海地震に備える行政、民間、個人、研究者・専門家の努力に水を差しかねないものです。東海地震の切迫性は依然として否定できず、これまでの取り組みは今後も一貫して続けていくべきものですから、この記事は『誤報』とさえ言えます」とコメントした。その上で、「1976年時点での解釈が、結果的に間違っていたことは明白です。この点を私は認めますが、むしろ、認めるまでもないことです。」「30年前に、発生時期の予測が困難なのに東海地震の切迫性を強調したのは不適切ではないかという批判があるかもしれません。しかし、阪神・淡路大震災を思えばわかるように、大自然の理解がまだ極めて不十分な私たちにとっては、限られた知識で危険性が考えられれば、それを共有して備えるべきだ（観測・調査・研究の強化も含む）というのが私の持論です。30年間地震が起こらなかったというのは結果論であり、幸運だったというべきでしょう」と書いている。
最近では、21世紀半ばから後半に発生するといわれている、次の東南海・南海地震とほぼ同時に発生するのではないかとの見方が強まっているが、一方で、東海地震だけが単独で明日にも発生しないとは、現在の研究水準では断言できない。文部科学省の地震調査研究推進本部は、2011年の時点では、今後30年以内の地震発生確率を87%としていたが、この数字の前提として以下のような注釈を付けていた。
研究推進本部はその後、2011年3月11日の東北地方太平洋沖地震（東日本大震災）の経験や、過去の南海トラフ巨大地震についての研究結果を踏まえ、2013年5月24日に新たな長期評価を発表した。
その上で、南海トラフ全域をまとめて評価し、今後30年以内にマグニチュード8 - 9クラスの地震が発生する確率は60 - 70%としている。

## 主な地震の一覧
歴史上の「東海地震」の名称には現在の東南海地震の震源域が含まれる事に注意する必要がある。
現在では、法律上もマスコミ報道上も、「東海」地震が独立した地震で、「東南海・南海」地震がセットの地震のように扱われている。しかし地震学的には、駿河湾で発生する「東海」、愛知県沖から三重県沖で発生する「東南海」、潮岬沖から四国沖で発生する「南海」という3区分を行ったうえで、後者2つの地震は単独で起こる場合もあるが、東海・東南海が同時に起こったり、3つが同時に起こったりすることもあるとしている。また、これとはまったく異なるパターンで地震が発生する可能性も、少なからずあるとされる。
慶長地震以降はグレゴリオ暦、明応地震以前はユリウス暦（カッコ内はグレゴリオ暦）。マグニチュードは宇佐美(2003)による推定値、昭和地震は気象庁による値である。ただ、古い時代のものは断片的な記録しか存在せず精度も低く、また何れもモーメントマグニチュードではない。
- 684年11月26日（11月29日）（天武13年） 白鳳地震（天武地震）（東海 東南海 南海連動?） M8+1⁄4
  - 山崩れ、家屋、社寺の倒壊多数[23]。
  - 『日本書紀』の土佐における地盤沈下や津波などの記録は南海道沖の地震を示唆するが、諸国で郡官舍及百姓倉屋、寺塔、神社が多数倒壊したとも記録され、地質調査によると、東海道沖の地震も同時期に発生したと考えられる[24]。静岡市川合遺跡の7世紀後半の砂脈痕が東海地震震源域に相当する[25]。
- 887年8月22日（8月26日）（仁和3年） 仁和地震（東海 東南海 南海連動?） M8.0-8.5
  - 京都で民家、官舎の倒壊による圧死者多数。特に摂津での被害が大きかった。
  - 『日本三代実録』にある畿内の甚大な被害記録は南海道沖の地震を示唆するが、五畿七道諸国大震とも記録され、地質調査によると、東海道沖の地震も同時期に発生したと考えられる。静岡県富士市浮島ヶ原低地における断層活動による水位上昇痕が相当する[26]。
  - 八ヶ岳の山麓が崩壊し大月川に堰止め湖（河道閉塞）が形成された。堰止め湖は翌年6月に決壊し土石流を発生させ信濃の国千曲川流域に洪水を生じた痕跡が残っている[27][28][29]。
- 1096年12月11日（12月17日）（嘉保3年） 永長地震（東海 東南海連動?） M8.0-8.5
  - 皇居の大極殿に被害があり、東大寺の巨鐘が落下、近江の勢田橋が落ちた。津波により駿河で民家、社寺400余が流失。畿内、琵琶湖、および揖斐川付近の強震動および津や駿河の甚大な津波被害から東海道沖の地震と推定[6][30]。
  - この地震の2年2ヶ月後に（康和地震）が発生し南海地震と考えられたが、疑義が出されている[31]。
- 1498年9月11日（9月20日）（明応7年） 明応地震（東海 東南海連動?） M8.2-8.4
  - 紀伊から房総にかけてと甲斐に大きな揺れがあり、鎌倉高徳院の大仏殿が押し流され、浜名湖が海と繋がった。震害よりむしろ津波の被害が大きく、伊勢大湊で家屋1,000戸、溺死者5,000人。伊勢志摩で溺死者10,000人、『林叟院記録』・『志太郡誌』（静岡県）によれば溺死者26,000人などの被害。
  - 地質調査によれば、ほぼ同時期に南海道沖の地震も発生したと考えられている。1498年の日向灘地震がこれにあたるとの説もある。
- 1707年10月28日（宝永4年） 宝永地震（東海 東南海 南海連動?） M8.6
  - 東海道沖の地震と南海道沖の地震が同時に発生したM8.4 - 8.6の地震とされてきた。この地震の49日後に富士山が噴火し、宝永山（火口）が造られた（宝永大噴火）。死者2万人余、倒壊家屋6万戸余、土佐を中心に大津波が襲った。
  - 安政東海地震と同様の駿河湾へ震源域が入り込む地震ではないとする見解もある[32][33][34]。
- 1854年12月23日（嘉永7年）[35] 安政東海地震（東海 東南海連動） M8.4
  - 震源域は駿河湾奥から陸域に達したと推定され、著しい激震域と富士川河口付近に地震山と称する断層が出現した[36]。死者2,000 - 3,000人余、倒壊及び焼失家屋3万戸余、津波多数発生。掛川城が倒壊。
  - 駿河湾周辺の地殻変動や、駿河湾内で海面が盛上がる津波の発生が目撃されていることから、駿河湾にも断層モデルが仮定されている[6][7][8]。
  - この地震の32時間後に安政南海地震が発生した。

下記の地震は、「東南海」の震源域で発生したとされる地震であり、東海地震の周期に数えられていない。
- 1361年7月26日（8月3日）（正平16年、康安元年） 正平地震（康安地震）（東南海 南海連動?） M8+1⁄4-8.5
  - 『太平記』などの記録から1361年に南海道沖の地震が発生したと考えられる。また、これに前後して東海道沖の地震が発生した可能性もある[37][38]。駿河湾の震源域に関しては不明。伊勢神宮の『神宮文書』の記録から、東南海地震の領域も震源域となった可能性も考えられる[39][40]。
- 1944年（昭和19年）12月7日 昭和東南海地震 M7.9(Mw8.2)
  - 震源地は志摩半島南南東約 20 km 沖の海底。愛知県を中心として、駿河湾から紀伊半島に渡る地方に甚大な被害をもたらした大震災であったが、戦時中の報道統制のため、詳細な報道がなされなかった。なおこの地震では駿河湾付近の断層は破壊されていない。静岡、愛知、三重で甚大被害、死者行方不明1,223人、倒壊家屋17,559戸、流失家屋3,129戸、津波発生、地盤沈下。
  - この地震の2年後の1946年（昭和21年）12月21日に、昭和南海地震 (M8.0, Mw8.4) が発生した。

下記の地震は、東海地震の震源域を含む南海トラフ巨大地震と推定されるも異論が出されている。
- 1200年前後の数十年間
  - 南海道沖で地震が発生した可能性がある（1185年または1233年）。東南海地震の震源域については不明[38]だが、静岡市上土遺跡の鎌倉時代の地割れや正断層痕が東海地震域に相当する[25]。ただし、1185年文治地震は、南海トラフではなく琵琶湖西岸断層帯南部の活動による内陸地震の可能性が高く[41][42][43]、1233年天福地震は存在が疑問視されている[44]。
- 1331年8月11日（8月19日）（元弘元年）、駿河における地震が東海地震に関連が深いとする説もある[45]。
  - 石橋克彦(1999)は、この地震の記事は疑わしいとしている[46]。
- 1360年11月13日（11月21日）（正平15年、延文6年）
  - 1360年の地震は正平東海地震と考えられたことも有ったが[47]、信頼性の低い史料によるもので存在が疑問視されている[22][48][40]。
- 1605年2月3日（慶長9年） 慶長地震（東海 東南海 南海連動?） M7.9
  - 犬吠埼から九州までの太平洋沿岸に津波が来襲し、八丈島で死者57人、紀伊西岸広村で700戸流失、阿波宍喰で死者1,500人、土佐甲ノ浦で死者350人、室戸岬付近で400人以上が死亡した。
  - 地震調査研究推進本部による2001年時点の長期評価では、南海トラフの地震の系列に属すものと評価されてきたが[49]、遠地津波も否定できないとする見解や[50]、南海トラフの地震ではないとする見解も出されている[51][52]。
  - 東海地方における強震の確かな記録が古文書から見出されないため、少なくとも慶長東海地震は存在しなかったとする見解もある[53]。

## 東海地震の直前予知体制と措置

### 予知の可能性
東海地震の予知の可能性の根拠は、1944年東南海地震直前において、今村明恒の要請に基づいて行われた測量中に通常では考えられない誤差が発生し、誤差は本震前からわずかな断層のすべりが生じたとするプレスリップによるものとの推定である。
水準点の測量により、地震の起きていない間、普段から掛川市を基準に御前崎は4-5mm/年ずつ沈降を続けていることが示されているが、本震の直前に沈降速度が減少し逆に隆起に転ずる可能性があり、予知につながる可能性があるとするものである。気象庁により掛川から御前崎付近を中心に東海地域各所に体積歪計が設置され、24時間体制の監視が行われている。
しかしながら、前兆現象とされるプレスリップが必ずしも事前に捕らえることが可能とは限らず、また東海地震の発生の日が近づいたか判断する材料も、依然不明な点が多いため、地震予知が可能とは言えない。

### 地震防災対策強化地域
地震防災対策強化地域とは、大規模地震対策特別措置法による警戒が必要な地域で、次の条件のどちらかを満たしている市町村を指す。
- 地震の揺れによる被害については震度6弱以上の地域。
- 津波による被害については20分以内に高い津波（沿岸で 3 m 以上、地上で 2 m 以上）が来襲する地域。

強化地域の市町村は警戒宣言が発令されると原則として次のような処置を行う。
電気・ガス・水道
引き続き供給するが、なるべく使用しないよう呼びかける。
その他のライフライン
引き続き供給する。
NTTなどの電話
公衆電話と災害時優先電話以外の電話は、場合によっては輻輳防止のため通話規制を行う可能性がある。
鉄道
強化地域内では最寄の安全な駅に停車。運行を停止し（津波や土砂崩れにより危険な駅は通過する）、強化地域外からの進入は禁止する。
最寄り駅までは新幹線は 170 km/h、在来線は 30 - 60 km/h 程度での速度で運行する。
主な鉄道事業者の強化区域に関わる区間（列車の運行が停止される区間）は次のとおり。
| 鉄道会社     | 対象路線     | 対象区間                     |
| ------------ | ------------ | ---------------------------- |
| JR東日本     | 東海道本線   | 藤沢 - 熱海                  |
| JR東日本     | 相模線       | 全線                         |
| JR東日本     | 伊東線       | 全線                         |
| JR東海       | 東海道新幹線 | 東京 - 名古屋                |
| JR東海       | 東海道本線   | 熱海 - 尾張一宮              |
| JR東海       | 中央本線     | 南木曽 - 瑞浪                |
| JR東海       | 中央本線     | 春日井 - 金山（ - 名古屋）   |
| JR東海       | 御殿場線     | 全線                         |
| JR東海       | 身延線       | 全線                         |
| JR東海       | 飯田線       | 全線                         |
| JR東海       | 武豊線       | 全線                         |
| JR東海       | 関西本線     | 名古屋 - 四日市              |
| JR東海       | 紀勢本線     | 三瀬谷 - 新宮                |
| JR東海       | 参宮線       | 全線                         |
| 小田急電鉄   | 小田原線     | 相武台前 - 小田原            |
| 小田急電鉄   | 江ノ島線     | 藤沢 - 片瀬江ノ島            |
| 相模鉄道     | 本線         | 大和 - 海老名                |
| 箱根登山鉄道 | 箱根登山鉄道 | 全線                         |
| 伊豆箱根鉄道 | 大雄山線     | 全線                         |
| 名古屋鉄道   | 名古屋本線   | 豊橋 - 名鉄名古屋 - 須ヶ口   |
| 名古屋鉄道   | 豊川線       | 全線                         |
| 名古屋鉄道   | 西尾線       | 全線                         |
| 名古屋鉄道   | 蒲郡線       | 全線                         |
| 名古屋鉄道   | 三河線       | 全線                         |
| 名古屋鉄道   | 豊田線       | 全線                         |
| 名古屋鉄道   | 常滑線       | 全線                         |
| 名古屋鉄道   | 空港線       | 全線                         |
| 名古屋鉄道   | 築港線       | 全線                         |
| 名古屋鉄道   | 河和線       | 全線                         |
| 名古屋鉄道   | 知多新線     | 全線                         |
| 名古屋鉄道   | 犬山線       | （名鉄名古屋 - ）栄生 - 岩倉 |
| 名古屋鉄道   | 小牧線       | 上飯田 - 小牧                |
| 名古屋鉄道   | 津島線       | 全線                         |
| 名古屋鉄道   | 尾西線       | 森上 - 弥富                  |
| 名古屋鉄道   | 瀬戸線       | 栄町 - 尾張旭                |
| 近畿日本鉄道 | 名古屋線     | 近鉄名古屋 - 川越富洲原      |
| 近畿日本鉄道 | 山田線       | 明星 - 宇治山田              |
| 近畿日本鉄道 | 鳥羽線       | 全線                         |
| 近畿日本鉄道 | 志摩線       | 全線                         |
| 遠州鉄道     | 遠州鉄道     | 全線                         |

バス・タクシー
原則として運行を停止する。なお、警戒宣言の前段階の「東海地震注意情報」の発表で運行を取りやめるバス事業者も少数ながらある（例：岐阜県各務原市の各務原市ふれあいバス（発表翌日から））。
道路
強化地域内への進入を制限し、避難路及び緊急輸送路では交通規制、または制限減速運転を行う（一般道路 20 km/h、高速道路 40 km/h）。
銀行・郵便局・劇場など
一部のATMを除き、営業を停止する。
デパート・スーパー
買い物客を外に誘導し、営業を中止する。耐震性の確保された店は極力営業を続ける。
病院
外来診療を中止する。
学校
授業を打ち切り閉鎖する。児童・生徒は帰宅させるかまたは保護者に引き渡す。なお、東海地震注意情報が発表された時点で授業を打ち切るとしている学校も多い。
中京競馬場
開催中止。勝馬投票券の発売・払戻業務も打ち切り。
場外勝馬投票券発売所 - ウインズ名古屋（愛知県）・ウインズ石和（山梨県）・エクセル浜松（静岡県）
中京競馬場同様、勝馬投票券の発売・払戻業務を打ち切り。
強化地域内の市町村については次の資料を参照のこと。
- 平成20年版消防白書 付属資料21 東海地震に係る地震防災強化対策地域

### 原子力発電所
日本の原子力発電所では、上述の強化地域内に唯一、中部電力の浜岡原子力発電所が存在するが、震災発生時の運転中止規定は存在しない。同原発では、以前から原子炉の耐震性論議が続いているが、2011年3月11日に発生した東北地方太平洋沖地震（東日本大震災）による福島第一原発の事故を受けて、震災発生時の安全性に関する議論は更に活発になってきている。同年5月6日、当時の内閣総理大臣・菅直人は安全性確保の見通しが立つまで、浜岡原子力発電所における全原子炉の運転を停止させることを中部電力に要請した。これに対して、中部電力は稼働中の4号機を5月13日に、5号機を5月14日に停止し、同原発における全原子炉の運転を停止させた。定期検査のため停止中だった3号機についても当面の間、運転再開を見送っている。

### 方針の変更
2017年10月限りで、「東海地震関連情報」の提供が終了した。

## 想定される東海地震とその防災体制

### 想定震源域
1979年に中央防災会議が示した想定震源域は、静岡県富士市付近から、西に約 50 km、そこから南南西に約 100 km、東に約 50 km、北北東に約 100 km とたどって作られる平行四辺形を範囲とする地域であった。地震学者の間では、山梨県南部町 - 大井川中流 - 掛川市 - 浜松市海岸部 - 浜名湖南方近海 - 浜名湖南方沖約 80 km、そこから大きく南東に弧を描きながら再び南部町付近までたどって作られるナスビ型の範囲としている。2001年に中央防災会議は想定震源域を見直し、地震学者の間で言われている震源域にほぼ重なる長方形の地域を震源域とした。いずれも、駿河トラフから北に行くにしたがって深くなる、プレートの境界面が震源域であり、一部では陸地の直下に震源域がある。
2010年に地震調査研究推進本部は、富士川河口断層帯が駿河トラフでの海溝型地震と連動・同時に活動すると推定し、想定東海地震との連動の可能性があると発表した。断層帯での地震発生確率は今後30年で 10 - 18 %、連動した場合の規模は M8.0 と推定されている。1854年の安政東海地震では、河口域にて土地の隆起が記録されているが、断層帯そのものには変化は確認されていない。

### 想定
2003年に東海地震対策専門調査会が報告した被害想定によれば、冬の午前5時にM8・最大震度7の東海地震が発生した場合、死者は最大1万人、冬の午後6時に発生した場合火災による被害は25万棟に及ぶと推定されている。
M8規模となると考えられているため、静岡県・愛知県・山梨県・岐阜県・三重県などで最大震度6強以上となることが予想され、揺れによる被害は比較的広範囲に及ぶと考えられている。また、揺れによる建物の倒壊などはもちろんのこと、埋立地の液状化現象、堤防の損傷や液状化による低地への影響、東海道新幹線や東名高速道路の基幹交通網への影響などが、起こる可能性のある被害と考えられている。
そのためJR東海では、東海道新幹線のバイパス線となるリニア中央新幹線の2027年開業実現に向けて、建設を行っている。
一方、地震による長周期地震動が、関東や関西といったやや離れた地域の超高層建築物において、大きな被害をもたらす危険性が指摘されている。

### 緊急消防援助隊・広域緊急援助隊
東海地震の様な大災害に備えて、消防は5万1600人規模の緊急消防援助隊、警察は4700人規模の広域緊急援助隊を結成している。
東京消防庁は、震源地や震度で東海地震と判断されれば、消防救助機動部隊（通称ハイパーレスキュー）を、神奈川県と千葉県南部沿岸に急行させることとしている。
2005年6月10 - 11日に、静岡県において2000人規模で緊急消防援助隊が大規模救助訓練を行ったが、その訓練の中で、遠方から援助に来る際の給油にかなり手間取ったことが問題視され、消防車の燃料タンクの容量を3 - 4倍に増やすか、飛行機の空中給油のように、高速道路を走行中でも給油可能なシステムを立ち上げるかが議論された。
2009年に総務省消防庁は、緊急消防援助隊の後方支援体制の強化することを決め、給油の問題に対しては政令指定都市の消防局や東京消防庁に燃料補給車を配備した。この燃料補給車は2011年3月の東北地方太平洋沖地震では、緊急消防援助隊として現地に派遣された。なお東日本大震災では地震の影響で、全国でガソリンや軽油が入手出来ない状況となり、消防や警察が現地支援に向かった自動車も、給油が出来ない状態となった。

### 超東海地震
上記のような想定東海地震の3倍の地殻変動を伴う「超東海地震」が、1000年周期で発生する可能性が指摘されている。産業技術総合研究所活断層研究センターおよび北海道大学の研究グループが行った浜岡原子力発電所付近のボーリング調査の結果から推定されたもので、このような地震は少なくとも過去5000年間に3回起きており、2400年前の地震の後にも年代は特定できないが同様の地震がもう一度あったと見られている。
ただし、御前崎における大規模な隆起はプレート境界のメガスラストでは無く、プレート内の断層活動による可能性が高いと推定されている。室戸岬における大規模な海生段丘の生成についても同様にプレート内の分岐断層によるものとされている。

## 想定震源域内における主な地震活動
2011年8月12日、遠州灘（北緯34.4度、東経138.2度）を震源とするM5.2、最大震度2の地震が発生した。気象庁は地震発生当初は、震源の深さは14km以下で、プレート境界または境界付近のプレート内にて発生し、想定東海地震と同様のメカニズムで発生した可能性が高いと発表し、その後震源深さは15kmで、プレート境界に近いフィリピン海プレート内部で起きた可能性が高いと修正した。発震機構はどちらのの発表でも、フィリピン海プレートの沈み込み方向と同じ「北西―南東方向」に圧力軸を持つ逆断層型とされている。防災科学技術研究所は、断層面の傾きがプレートの沈み込みの角度と違うことから、プレート境界型地震ではなく東海地震とは異なるとの見解を発表した。
想定東海地震の震源域の中でも、遠州灘付近におけるM5クラスの地震の発生は、1997年10月11日のプレート内の地震以来で、プレート境界付近での同程度の規模の地震は珍しいことであった。東海地域の陸地に設置されているひずみ計には地震発生後も異常がみられないことなどから、気象庁は「今後注視していく必要はあるが、ただちに東海地震に結びつくものではない」としている。

## 東北地方太平洋沖地震に誘発される可能性
2011年3月に発生した東北地方太平洋沖地震よる誘発地震が頻発する中、東海地震への影響が懸念されている。過去の歴史を見てみると、M8クラスの三陸沖地震は度々観測されているものの、直後に東海地震が起こったという記録は存在しない。時期が一番近い例でも、貞観地震（869年）の後に発生した仁和地震（887年）の例であり、約18年間の月日が経過している。これが誘発されたものかどうかは不明である。
なお、プレートテクトニクスの観点からは東海地震は上述のようにユーラシアプレートとフィリピン海プレートの境界域（駿河トラフ）における海溝型地震であるが、東北地方太平洋沖地震は北アメリカプレートと太平洋プレートの境界域（日本海溝）における海溝型地震であり、境界となるプレートがそれぞれ異なる。ただし、別の場所でフィリピン海プレートに太平洋プレートが沈み込んでいるほか、北米プレートにはフィリピン海プレートやユーラシアプレートも沈み込んでおり、M9クラスの超巨大地震によるプレート間の歪みの解放や地殻変動が他のプレートにどう影響を与えるかも不明である。

## 観測体勢
- 陸上：気象庁（ひずみ計[76]、伸縮計、地震計）[77][78]、防災科学技術研究所（高感度地震観測網）、産業技術総合研究所（地下水総合観測ネットワーク）[79]などによる観測ネットワーク。
- 海域：気象庁（東海沖ケーブル式常時海底地震観測システム、東海・東南海沖ケーブル式常時海底地震観測システム）